# Mikel Fernández Sanz
Mikel Fernández Sanz, más conocido como Mikel Fernández (Bilbao, 20 de enero de 1993), es un futbolista español formado en la cantera del Athletic Club, que juega como defensa, en El Palmar

## Trayectoria
Natural de Bilbao, criado en la cantera bilbaína,  militó durante dos cursos en el Basconia y en los juveniles rojiblancos, a los que se incorporó desde el Danok Bat cadete. En la temporada 2013-14 disputó un total de 12 encuentros en Segunda División B con el filial del Athletic Club, aunque en la segunda vuelta apenas contó para Cuco Ziganda. 
En 2014, Mikel rescindió su contrato con el filial bilbaíno y fichó por el CD Eldense realizando la pretemporada con el conjunto alicantino dirigido por Fran Yeste, pero antes de finalizar la pretemporada decidió abandonar el equipo alicantino para enrolarse en las filas del CD Toledo.
En el CD Toledo jugó durante dos temporadas donde realizó unos grandes números, llegando a jugar el play-off de ascenso en la temporada 2015-16.
En julio de 2016, firmó por La Hoya Lorca Club de Fútbol, aunque mediada la temporada se incorporó al Lleida. A finales de agosto de 2017 fichó por el Racing Club de Ferrol, uno de los aspirantes al ascenso a 2ª División en la temporada 2017/18. En 2018 se incorporó al filial del CA Osasuna, con el que sufrió el descenso a Tercera División.
En enero de 2020 se incorporó a la Real Balompédica Linense. En julio de 2021 abandonó el cuadro andaluz para incorporase al CD El Ejido.

## Clubes
| Club                                | País   | Año               |
| ----------------------------------- | ------ | ----------------- |
| Categorías Inferiores Ahtletic Club | España | 2009 - 2011       |
| Club Deportivo Basconia             | España | 2011 - 2013       |
| Bilbao Athletic                     | España | 2013 - 2014       |
| CD Toledo                           | España | 2014 - 2016       |
| La Hoya Lorca Club de Fútbol        | España | 2016              |
| Club Lleida Esportiu                | España | 2017              |
| Racing Club de Ferrol               | España | 2017 - 2018       |
| Club Atlético Osasuna "B"           | España | 2018              |
| SD Leioa                            | España | 2018 - 2019       |
| RB Linense                          | España | 2020 - 2021       |
| Club Polideportivo El Ejido         | España | 2021 - Actualidad |